# In a Nutshell
In a Nutshell es una composición musical de Percy Aldridge Grainger para orquesta, piano e instrumentos de percusión Deagan. La suite, publicada en 1916, se compone de cuatro movimientos: «Arrival Platform Humlet», «Gay But Wistful», «Pastoral» y «The Gum-Suckers March». Posteriormente, Grainger hizo versiones tanto para piano solo como para dúo de piano. Se describe como una de las primeras obras modernistas de Grainger.
Se estrenó el 8 de junio de 1916 en el Festival de Verano de Norfolk, con Grainger al piano y bajo la dirección de Arthur Mees. Otras actuaciones tempranas fueron realizadas por la Sinfónica de San Francisco, la Filarmónica de Nueva York, la Orquesta de Filadelfia y la Orquesta Sinfónica de Minneapolis en el invierno siguiente.

## Composición
El primer movimiento, «Arrival Platform Humlet», fue escrito originalmente en 1908 para viola solista como una de las primeras obras de Grainger. En sus palabras, el humlet (que definió como una «pequeña cancioncilla para tararear») provenía de: «esperar la llegada de un tren tardío que traía a la amada desde lugares extranjeros [...] El tipo de cosas que uno tararea para sí mismo como acompañamiento de los pies que pisan mientras uno pasea feliz y emocionado arriba y abajo por el andén de llegada». Anthony Bateman de The Guardian lo clasificó como una de las diez mejores piezas inspiradas en trenes.
El segundo movimiento, «Gay But Wistful», está subtitulado como «una melodía en un estilo popular londinense» en referencia al music hall, un género de entretenimiento popular en la Inglaterra victoriana. En la descripción del personal de su entrada AllMusic, Dave Lewis señala que la pieza, aunque claramente de estilo inglés, tenía una «práctica armónica con inflexión de jazz» similar al enfoque futuro del compositor de jazz Duke Ellington.
A diferencia de los otros tres movimientos, Grainger no proporcionó notas de programa para «Pastoral», que es el movimiento más largo de la obra y dura aproximadamente 10 minutos. Se considera la pieza destacada de la obra, siendo uno de los primeros representantes de su interés por la música atonal y libre, en la que rehuía la melodía, la armonía y la forma tradicionales. El musicólogo Paul Fleet cita el movimiento como un ejemplo temprano de metatonalidad como una pieza que «se sitúa entre los límites de tonalidad y atonalidad». 
El cuarto y último movimiento es «The Gum-Suckers March» (originalmente titulado «Cornstalks' March» en las primeras versiones de la partitura). Según el compositor, el título hace referencia a australianos del estado de Victoria, de donde era originario Grainger; Los residentes solían chupar las hojas de los árboles de goma para mantenerse frescos en el verano. Este movimiento fue posteriormente arreglado para banda por el compositor en 1942 y se ha convertido en el repertorio estándar para el medio.

### Percusión
Para esta composición, Grainger empleó una gran cantidad de instrumentos de percusión de teclado fabricados por J. C. Deagan. Grainger tenía una gran opinión de Deagan y describió sus instrumentos como «ejemplos maravillosamente perfeccionados del ingenio inventivo estadounidense» en las notas del programa de la pieza. Además del xilófono y el glockenspiel (que para entonces ya habían consolidado su lugar en la orquesta), Grainger añadió cuatro instrumentos novedosos: una marimba de madera, una marimba de acero, una nabimba, y campanas de personal suizas.

## Recepción
En el estreno americano, muchos críticos elogiaron la suite. Varios críticos, como The New York Times y un corresponsal de The Daily Telegraph, elogiaron los efectos únicos proporcionados por los novedosos instrumentos de percusión. Otras reseñas estadounidenses, después de un concierto posterior en California en diciembre, hicieron que tanto el San Francisco Examiner como el Oakland Tribune felicitaran de manera similar la pieza, destacando el tercer movimiento único y comparándolo con una muestra de la naturaleza.
Sin embargo, en los estrenos posteriores en Gran Bretaña y Australia, las reacciones a la pieza fueron más variadas. El periódico británico The Guardian criticó el artículo como un mal intento de ser divertido, mientras que el periódico de Melbourne The Age criticó los «hábitos armónicos libres» de «Pastoral» calificándolo de «ruidoso», «totalmente americano», y lejos de ser «el chupa chicles sano». The Daily Telegraph fue un periódico crítico con los nuevos instrumentos de percusión, determinando que las marimbas y similares eran inferiores a los xilófonos y campanas más comunes, y luego defendió ese punto de vista después de un artículo de respuesta en el Musical Courier que elogiaba la experimentación de Grainger.